# Pales (mitologia)
Pales – w mitologii rzymskiej bóstwo opiekuńcze pasterzy i ich trzód, o niejasnej osobowości, zależnie od przekazu przedstawiane jako bóg albo bogini. 
Zachowane dedykacje wskazują częściej na kult bogini o tym imieniu, czczonej głównie przez ludność wiejską. Podczas I wojny punickiej wzniesiono jej w Wiecznym Mieście świątynię.
W tradycyjną rocznicę założenia Rzymu (21 kwietnia) obchodzono ku czci tego bóstwa święto Parilia, podczas którego składano mu ofiary z miodu i mleka, a także rozpalano ogień, przez który pasterze przeprowadzali siebie i swą trzodę.
Od imienia bóstwa niektórzy badacze próbowali wywodzić nazwę wzgórza Palatyn, choć pochodzenie jej łączy się raczej z Pallantem uważanym za praojca Arkadyjczyków.